# Himitsu Sentai Gorenger
Himitsu Sentai Gorenger (jap. 秘密戦隊ゴレンジャー) ist eine japanische Fernsehserie aus den Jahren 1975 und 1977. Die Geschichte über eine Super-Sentai-Heldentruppe wurde von Serienschöpfer Shōtarō Ishinomori parallel als Manga umgesetzt. Dieser erschien auch auf Deutsch.

## Inhalt
Die Welt wird von der Black Cross Army bedroht: Die Organisation stiehlt Geheimnisse, schürt Streit zwischen den Staaten und bedroht den Frieden. Um ihr entgegenzutreten, wurde die Earth Guard League gegründet, kurz EAGLE. Doch Black Cross gelingt es, alle Basen von EAGLE in Japan zu zerstören und ihre Agenten zu töten. Nur fünf junge Agenten überleben. Unter ihnen ist Tsuyoshi Kaijo, der erst kurz zuvor von seinem Vater, in dessen Dōjō er trainiert wurde, von der Existenz der Organisationen erfahren hat. Nach dem Angriff sind sein Vater und alle seine Schüler tot, nur Tsuyoshi hat überlebt. Und er hat den Kampfanzug, den er von seinem Vater erhalten hat. Dieser verleiht ihm übermenschliche Kräfte.
Zusammen mit den anderen überlebenden Agenten nimmt er nun den Kampf gegen die Black Cross Army auf, unter der Leitung von Kommandant Gonpachi Edogawa und mit der Unterstützung von Professor Oedo. Zusammen sind sie die Gorener – Tsuyoshi ist der Akarenger, Daita Oiwa der Kirenger, Kenji Asuka der Midorenger, Peggy Matsuyama die Momornger und Akira Shinmei ist der Aorenger.

## Produktion und Veröffentlichung
Die Serie entstand nach einem Konzept von Shōtarō Ishinomori bei den Studios Ishimori Production und Tōei. Die Musik komponierte Chūmei Watanabe und der Vorspann ist Susume! Gorenger (進め！ゴレンジャー) von Isao Sasaki, Mitsuko Horie und Columbia Yurikago-kai. Die Abspannlieder sind Himitsu Sentai Gorenger (秘密戦隊ゴレンジャー) von Isao Sasaki und Koorogi '73 und Mi yo! Gorenger (見よ!!ゴレンジャー) von Koorogi '73 und Wilbees.
Die 84 Folgen wurden vom 5. April 1975 bis zum 26. März 1977 von TV Asahi ausgestrahlt. Tōei vertrieb die Serie international unter dem Namen Five Rangers, sie wurde unter anderem in Hawaii, Thailand und auf den Philippinen gezeigt.

## Manga
Eine von Shōtarō Ishinomori geschriebene und gezeichnete Manga-Serie startete parallel zur Fernsehserie im Magazin Shōgaku Gonensei des Verlags Shogakukan. Ab Mai 1975 erschien sie auch im Shūkan Shonen Sunday, wo sie im Juni 1976 abgeschlossen wurde. Die Kapitel wurden auch gesammelt in drei Bänden herausgebracht.
Eine deutsche Übersetzung von Jan-Christoph Müller erschien im Januar 2023 bei Egmont Manga. Die im Original drei Bände wurden in einem Sammelband veröffentlicht. Eine englische Fassung erschien bei Seven Seas Entertainment.